# Le Singe de Hartlepool
 (janvier 2015).
Le Singe de Hartlepool est une bande dessinée française, dessinée par Jérémie Moreau et scénarisée par Wilfrid Lupano d'après une légende anglaise de la ville de Hartlepool.

## Synopsis
En 1814, au large des côtes anglaises, vers le petit village de Hartlepool, un navire napoléonien fait naufrage lors d'une tempête. Un seul survivant est retrouvé parmi les débris : un chimpanzé qui servait de mascotte au capitaine, et portant l'uniforme français. Or, les habitants de Hartlepool détestent les Français, bien qu'ils n'en aient pas vus en vrai. Ils n'ont d'ailleurs jamais vu de singe non plus. Une cour de justice s'improvise par la suite, pour juger le singe qui est considéré comme un humain et, surtout, un ennemi.

## Contexte
Dans ce contexte de guerres napoléoniennes, les Français détestaient les Anglais et vice-versa. Cela a créé un fort nationalisme et un racisme sans limite qui va causer beaucoup de souffrance, dans les deux camps.

## Nouvelle édition
Une nouvelle édition a été lancée en novembre 2014 qui est enrichie d'un cahier historique rédigé par Pierre Serna et illustré par Jérémie Moreau. Il est intitulé Le Singe de Hartlepool ou la fausse vraie histoire des débuts du racisme.

## Distinctions
L'ouvrage a reçu plusieurs prix :
- Prix des libraires de bande dessinée 2013[2]
- Prix de la meilleure bande dessinée francophone du Festival d'Angoulême : le choix polonais 2013[3]
- Prix Château de Cheverny de la bande dessinée historique 2013
- Prix des lycéens en région Paca 2014[4].